# اسماعیل حاکمی والا
اسماعیل حاکمی والا (زاده ۱۳۱۵ آبادان – درگذشتهٔ ۱ اردیبهشت ۱۳۹۶ تهران) استاد دانشگاه، پژوهش‌گر ادبیات و مترجم ایرانی بود.

## زندگی
اسماعیل حاکمی والا در آبادان متولّد شد. تحصیلات ابتدایی و متوسطه را در بوشهر، آبادان و شیراز گذراند و از دبیرستان سلطانی شیراز دیپلم ادبی گرفت. در ۱۳۳۴ به دانشکدهٔ ادبیات و علوم انسانی رفت و در رشتهٔ زبان و ادبیات فارسی درجهٔ لیسانس گرفت. در ۱۳۳۷ تحصیلات عالیهٔ خود را در دورهٔ دکتری زبان و ادبیات فارسی ادامه داد و در ۱۳۴۳ موفق به اخذ دانشنامه دکترا شد. عنوان رسالهٔ دکتری ایشان سماع در تصوّف نام دارد که به راهنمایی استاد سعید نفیسی نگارش یافته‌است. حاکمی والا، در کنار تحصیل در دانشگاه، در مدارس سپهسالار و دبیرستان مروی به تحصیل ادبیات عرب و علوم و معارف اسلامی نیز پرداخت و مقامات حریری مغنی‌اللبیب، مکاسب، شرایع و سیوطی را خواند. اسماعیل حاکمی از ۱۳۴۳ تا ۱۳۴۷ در وزارت آموزش و پرورش به خدمت پرداخت. در ۱۳۴۷ با درجهٔ استادیاری به دانشگاه تهران منتقل شد. در ۱۳۵۲ به درجهٔ دانشیاری و در ۱۳۶۲ به مرتبهٔ استادی نائل آمد و سرانجام در مهرماه ۱۳۶۹ به‌عنوان استاد ممتاز دانشگاه تهران برگزیده شد. حاکمی علاوه بر تدریس، عهده‌دار سمت‌هایی چون معاونت دانشگاه علامه طباطبایی و ریاست کتابخانه مرکزی دانشگاه تهران نیز بود. او اهل شعر است و در ۱۳۳۵هـ. ش مجموعه اشعار خود را با عنوان شکوفه منتشر کرد.
استاد حاکمی والا که سال‌ها دچار بیماری پارکینسون بود روز جمعه ۱۳۹۶/۲/۱ در (۷۹) سالگی در تهران درگذشت.

## سمت‌های اجرایی
- سردبیری مجلّهٔ دانشکده ادبیّات دانشگاه تهران
- سرپرستی کتابخانهٔ مرکزی دانشگاه تهران
- معاونت پژوهشی دانشگاه علّامه طباطبایی
- عضویت شورای گسترش زبان فارسی
- سرپرستی کمیتهٔ تخصصی زبان و ادبیّات فارسی
- عضویت قطب عرفان دانشگاه تهران

## آثار
- دستور زبان فارسی[۵]
- آشنایی با ادبیات فارسی
- آیین فتوت و جوانمردی
- مجموعه مقالات[۶]
- فرج بعد از شدت[۷]
- تحقیق دربارهٔ ادبیات غنایی
- متون تاریخی
- متون مصنوع و مزین
- ادبیات معاصر ایران
- آشنایی با ادبیات فارسی
- زبان و نگارش فارسی
- سماع در تصوّف
- پندنامهٔ عطّار
- تصحیح چند کتاب[۸]
- برگزیدهٔ اشعار رودکی و منو چهری
- گزیدهٔ اشعار مسعود سعد سلمان
- دامنی گل

## لوح تقدیر
انجمن آثار و مفاخر فرهنگی به پاس سال‌ها خدمات علمی و فرهنگی وی، طی برگزاری مراسم بزرگ داشتی در ۲۰ مهر ماه ۱۳۸۳هـ. ش اسماعیل حاکمی والا را به عنوان یکی از مفاخر ایران زمین معرفی کرد و لوح تقدیری به استاد اهدا نمود.

## سایر فعّالیّت‌ها
- عضویت در هیئت علمی دانشکدهٔ ادبیّات و علوم انسانی دانشگاه تهران[۹]
- ارتقاء به مقام دانشیاری و استادی و استادی ممتاز دانشگاه تهران[۱۰]
- مدیریت گروه زبان ادبیّات فارسی[۱۱]
- تدریس در دانشگاه استانبول ترکیه

## سمینارها
حاکمی در سمینار سالیانهٔ استادان زبان فارسی در هندوستان و همایش‌های مولوی در مونیخ آلمان، جامی در استراسبورگ فرانسه، اقبال در لاهور پاکستان، فارسی در چین، جامی در مسکو و شهریار در باکو شرکت داشته‌است.

## چهرهٔ ماندگار
وی به سال ۱۳۶۸ به عنوان استاد ممتاز دانشگاه تهران و به سال ۱۳۸۴ به عنوان چهره ماندگار ادبیّات فارسی شناخته شد.